# Emmanuel (Märtyrer)
Emmanuel († um 300 n. Chr. in Kleinasien) war ein frühchristlicher Märtyrer und Heiliger. (Immanu'el, עמנואל „Gott ist mit uns“ oder „Gott sei mit uns“).
Als Gefährten des heiligen Emmanuel während der Christenverfolgung unter Diokletian werden der Bischof Quadratus von Athen und andere genannt. Der genaue Ort und Zeitpunkt, an dem sie das  Martyrium erlitten, ist unbekannt. Gedenktag des Heiligen ist der 26. März.